# 4099 Wiggins
4099 Wiggins este un asteroid din centura principală, descoperit pe 13 ianuarie 1988, de Henri Debehogne.